# Pedicia (Pedicia) procteriana
Pedicia (Pedicia) procteriana is een tweevleugelige uit de familie Pediciidae. De soort komt voor in het Nearctisch gebied.